# Пстровский, Винценты
Винценты Пстровский (пол. Wincenty Pstrowski, 28 мая 1904, Дешно — 18 апреля 1948, Краков) — шахтёр, ударник, инициатор польского аналога стахановского движения.

## Биография
Родился в селе Дешно Келецкой губернии, один из шестерых детей в семье лесоруба и поденщика на фольварке Казимежа Пстровского и домохозяйки Зофьи Пстровской. В четыре года потерял отца, рано начал работать. В 1927 году проходил воинскую службу. С 1929 по 1933 год работал навальщиком в каменноугольной шахте Mortimer в Сосновце, после её закрытия — в шахтах-копанках. Отличался большой физической силой и трудолюбием. в 1934 году вступил в Польскую социалистическую партию.
В 1937 году уехал на заработки в Бельгию, куда затем перевез жену и детей. Был связан с левыми силами, вступил в бельгийскую Коммунистическую партию. Во время войны участвовал в Движении Сопротивления, поддержал Союз польских патриотов.
Вернулся в Польшу в 1946 году, вступил в ряды Польской рабочей партии.
Работал забойщиком в каменноугольной шахте «Ядвига». Стремясь ускорить восстановление разрушенной войной страны, 27 июля 1947 года в газете Trybuna Robotnicza обратился к шахтерам с открытым письмом, призвав их к трудовому соревнованию и перевыполнению плана:
Я, Пстровский Винценты, приехал в Польшу в мае прошлого года из Бельгии, где работал шахтером в Монсе. Я вернулся на Родину после десятилетних скитаний за куском хлеба у чужих. Я вернулся, чтобы внести вклад в ее восстановление от таких страшных военных разрушений. Я знаю, что эта Польша — новая Польша, справедливая для рабочего и крестьянина. Что это — Польша, хозяин в которой — народ. С мая прошлого года я работаю забойщиком в шахте „Ядвига“ в Забже. В феврале текущего года я выполнил норму на 240 процентов, вырубив 72,5 метров штрека. В апреле я выполнил норму на 293 процента, вырубив 85 метров штрека, а в мае дал 270 процентов нормы, вырубив 78 метров штрека. Я работаю в штреке 2 метра высотой и 2,5 метра шириной. Призываю товарищей — забойщиков из других шахт к соревнованию. Кто даст больше, чем я?
На государственном уровне был объявлен первым польским ударником. Его образ использовался для пропаганды движения трудящихся, аналогичного стахановскому движению в СССР, а последняя фраза письма — «Кто даст больше, чем я?» — получила широкую известность и стала лозунгом.
Согласно официальной версии, умер в Кракове от лейкемии. По другим данным, причиной смерти стала гангрена, вызванная преждевременным возвращением к работе после удаления трех зубов. Похоронен 21 апреля 1948 года в Забже на кладбище прихода св. Анны, в похоронах приняло участие до ста тысяч человек.

## Семья
В 1925 году женился на Катажине Плюте, трое детей.

## Награды
- Бронзовый Крест Заслуги (2 июля 1947 года)[6].
- Кавалерский крест Ордена Возрождения Польши (20 ноября 1947 года) — «за самоотверженный и производительный труд в металлургической и угольной промышленности»[7].
- Орден Строителей Народной Польши (22 июля 1949 года, посмертно) — один из первых награжденных[8].

## Память

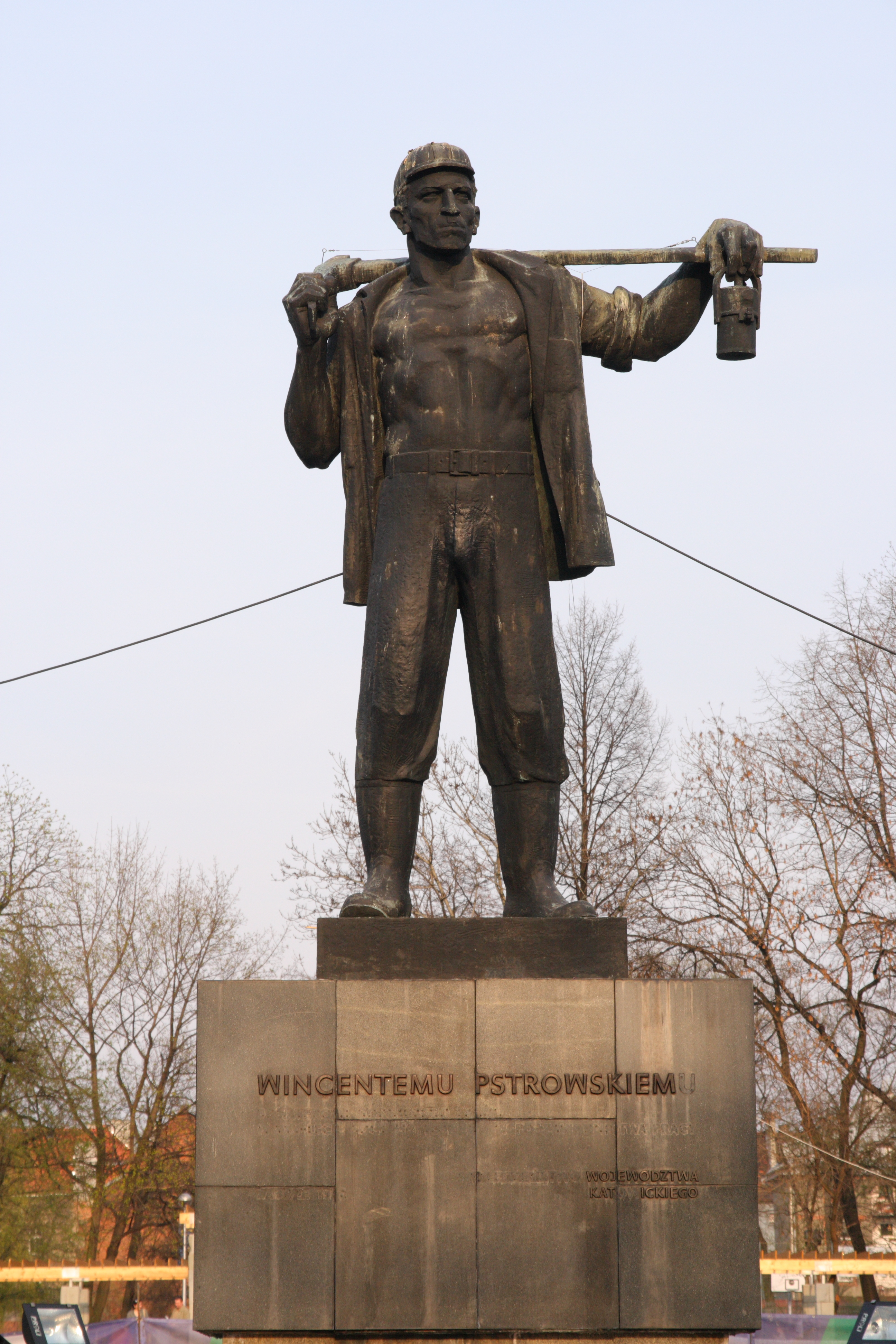
Памятник Винценты Пстровскому в Забже.

В честь Пстровского были названы многие объекты, переименованные затем в ходе декоммунизации, в том числе:
- шахта «Ядвига», в которой он работал;
- углерудовоз Wincenty Pstrowski;
- санаторий в городе Рабка-Здруй;
- районы в городах Жоры и Пшемысль;
- Силезский политехнический институт в Гливице;
- улицы и площади, в том числе в Кракове, Колобжеге, Люблине, Пшемысле, Ольштыне, Остроленке, Сопоте и других населенных пунктах (официально рекомендованы к переименованию Институтом национальной памяти по Закону от 1 апреля 2016 года о запрете пропаганды коммунизма или иного тоталитарного строя[9]);
- школы в городах Ястшембе-Здруй и Мысловице.

В Забже в 1978 году был установлен памятник Пстровскому авторства Марьана Конечны. В 2018 году во избежание сноса был по решению городского совета вновь открыт как памятник Шахтерской братии, участок передан Музею угледобывающей промышленности.
Пстровскому посвящен художественный телевизионный фильм Kto da więcej co ja (1977 год, реж. Стефан Шляхтыч).
В период ПНР существовал Знак им. Винценты Пстровского.